# Rozporządzenie Prezydenta Rzeczypospolitej
Rozporządzenie Prezydenta Rzeczypospolitej – akt normatywny w II Rzeczypospolitej wydawany przez głowę państwa i kontrasygnowany przez Prezesa Rady Ministrów oraz właściwych ministrów.

## Rodzaje
Można wyróżnić następujące rodzaje rozporządzeń Prezydenta Rzeczypospolitej w II Rzeczypospolitej:
- rozporządzenie wykonawcze: wydawane w związku z art. 44 ust. 2 Ustawy z dnia 17 marca 1921 r. – Konstytucja Rzeczypospolitej Polskiej (Dz.U. z 1921 r. nr 44, poz. 267) "celem wykonania ustaw i z powołaniem się na upoważnienie ustawowe";
- rozporządzenie z mocą ustawy: w latach 1926-1935 – w związku ze zmianami wprowadzonymi przez art. 5 Ustawy z dnia 2 sierpnia 1926 r. zmieniającej i uzupełniającej Konstytucję Rzeczypospolitej z dnia 17 marca 1921 r. (Dz.U. z 1926 r. nr 78, poz. 442) – wydawane na wniosek Rady Ministrów i przedkładane na najbliższym posiedzeniu Sejmowi do zatwierdzenia (art. 44 ust. 7 Konstytucji) w dwóch określonych sytuacjach:
  - „w razie nagłej konieczności państwowej” przy rozwiązanym Sejmie i Senacie w zakresie ustawodawstwa państwowego, z wyjątkiem spraw określonych w art. 3 ust. 4, art. 4-6, art. 8, art. 49 ust. 2, art. 50 i art. 59 Konstytucji oraz zmiany ustawy zasadniczej i ordynacji wyborczej (art. 44 ust. 5 Konstytucji),
  - na podstawie ustawy upoważniającej w czasie i w zakresie przez nią wskazanym, z wyjątkiem zmiany ustawy zasadniczej (art. 44 ust. 6 Konstytucji).
- rozporządzenia w sprawie tymczasowego wprowadzenia w życie niektórych umów celnych lub handlowych w przypadkach niecierpiących zwłoki[2]

Obecnie Prezydent RP może wydać rozporządzenie na podstawie szczegółowego upoważnienia ustawowego i w celu wykonania ustawy. Natomiast (co do zasady) nie posiada kompetencji do wydawania aktów o mocy równej ustawie.

## Kontrola konstytucyjności rozporządzeń Prezydenta RP w II i III Rzeczypospolitej
- Najwyższy Trybunał Administracyjny w Orzeczeniu z dnia 26 lutego 1929 r. (Dz.Urz. MSW z 1931 r. Nr 14, s. 483-485) orzekł, iż "przewidziane w art. 81 Konstytucji (...) ograniczenie sądów, w szczególności NTA, do badania ważności ustaw nie stosuje się do badania ważności rozporządzeń [Prezydenta Rzeczypospolitej] z mocą ustawy".
- Sąd Najwyższy w Orzeczeniu z dnia 17 czerwca 1931 r., sygn. akt C. 29/31 (OSP 1931, poz. 433) stwierdził, że "rozporządzenia Prezydenta Rzeczypospolitej, wydane z mocą ustawy, nie podlegają co do swej ważności badaniu sądu, i to zarówno co do swej wewnętrznej treści, jak i warunków, uprawniających Prezydenta do wydania rozporządzenia".

Obecnie rozporządzenia Prezydenta RP mające moc ustawy z okresu II Rzeczypospolitej i współczesne rozporządzenia wykonawcze podlegają kontroli Trybunału Konstytucyjnego. Ten pierwszy rodzaj aktów kontrolowany jest na zasadach obowiązujących dla ustaw.

## Obowiązujące obecnie (w III RP) w polskim prawie rozporządzenia z mocą ustawy z okresu II RP
- Rozporządzenie Prezydenta Rzeczypospolitej z dnia 30 czerwca 1927 r. w sprawie produkcji, przywozu i używania bieli ołowianej, siarczanu ołowiu oraz innych związków ołowiu (Dz.U. z 1927 r. nr 62, poz. 544)
- Rozporządzenie Prezydenta Rzeczypospolitej z dnia 14 października 1927 r. o ustalaniu prawa własności do gruntów nadanych włościanom przy uwłaszczeniu (Dz.U. z 1927 r. nr 92, poz. 822)
- Rozporządzenie Prezydenta Rzeczypospolitej z dnia 22 marca 1928 r. o Państwowem Muzeum Archeologicznem (Dz.U. z 1928 r. nr 36, poz. 346, ze zm.)
- Rozporządzenie Prezydenta Rzeczypospolitej z dnia 22 marca 1928 r. o stosunku Państwa do Wschodniego Kościoła Staroobrzędowego, nie posiadającego hierarchji duchownej (Dz.U. z 1928 r. nr 38, poz. 363, ze zm.)
- Rozporządzenie Prezydenta Rzeczypospolitej z dnia 28 grudnia 1934 r. o złączeniu Państwowych Zakładów Badania Żywności i Przedmiotów Użytku z Państwowym Zakładem Higjeny (Dz.U. z 1934 r. nr 110, poz. 977)

Obecnie obowiązujące rozporządzenia Prezydenta Rzeczypospolitej z mocą ustawy z okresu II RP mogą być zmieniane lub uchylane tylko ustawą. Powyższe akty są źródłami powszechnie obowiązującego prawa.